# Internacionales de Francia

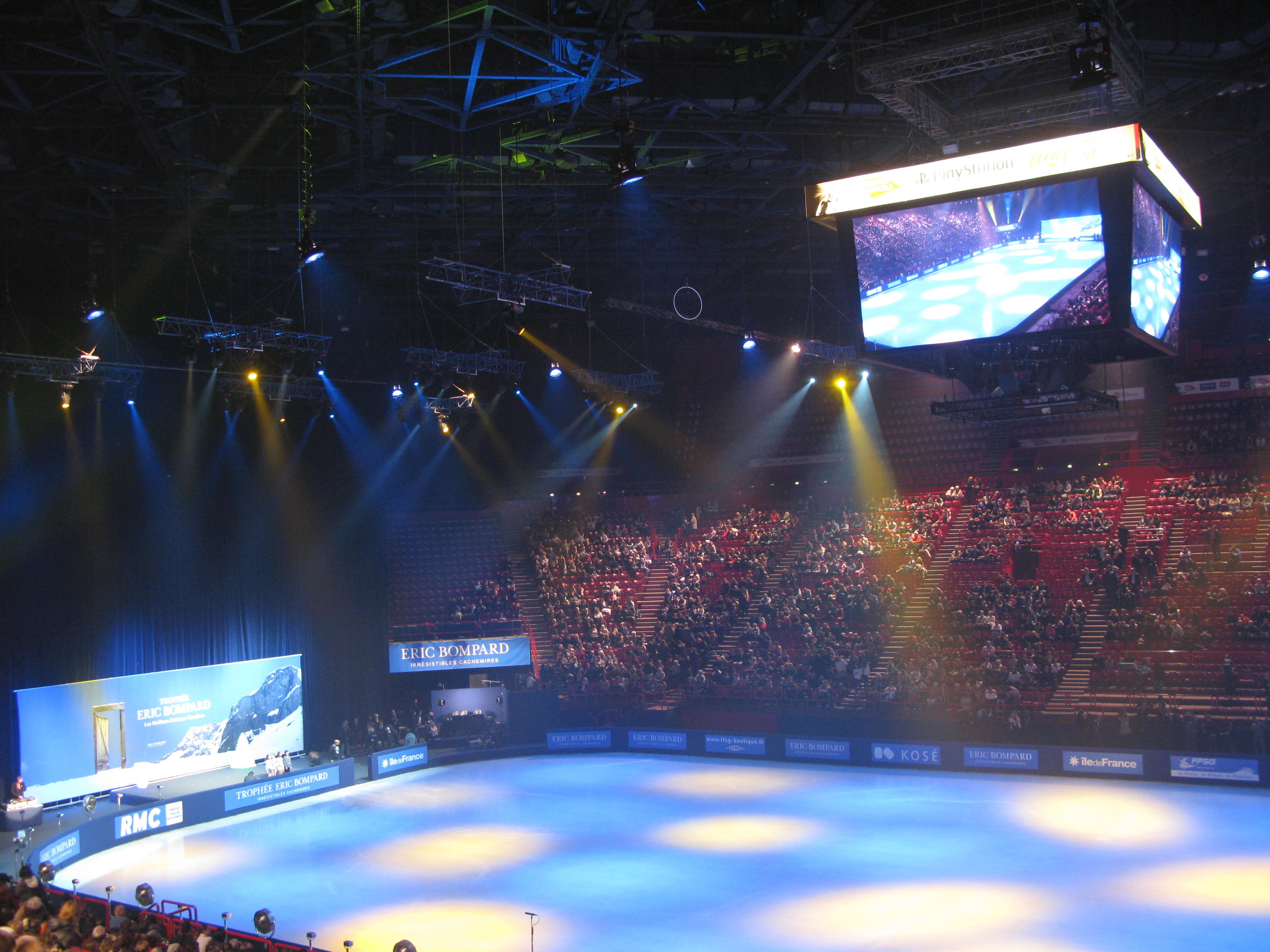
Pista de hielo en el Palais Omnisports de Paris-Bercy en 2013.

Internacionales de Francia o Internationaux de France es una competición internacional de patinaje artístico sobre hielo, denominada Trofeo de Francia en 2016 y Trofeo Éric Bompard entre 2004 y 2015. Forma
parte del circuito del Grand Prix.  Los patinadores compiten en la disciplinas de patinaje individual masculino, femenino, patinaje en parejas y danza sobre hielo.
Entre 2004 y 2015 la competición adoptó el nombre de su principal patrocinadora, la empresa de confección Éric Bompard, que retiró su apoyo en el verano de 2016 in the summer of 2016. Anteriormente a 2004 la competición estaba co-patrocinada por Éric Bompard y la cristalería Lalique y se conocía como Trofeo Lalique. Anteriormente también fue llamada Grand Prix International de Paris.
La primera competición tuvo lugar en 1987. Habitualmente se celebraba en París,
en Bercy, pero en 1991 se realizó en Albertville, como evento preolímpico, y en 1994 y 1995 tuvo lugar en Lyon y en Burdeos respectivamente. En 2014, también se celebró en Burdeos debido a que la pista de Bercy se encontraba en obras. En 2015, la competición, celebrada de nuevo en Burdeos, se suspendió tras el programa corto a causa del estado de emergencia declarado tras los atentados terroristas en París del 13 de noviembre. En 2017 la competición tuvo lugar en Grenoble.

## Medallistas

### Patinaje individual masculino
| Medallistas | Medallistas | Medallistas                                   | Medallistas                                   | Medallistas                                   |
| ----------- | ----------- | --------------------------------------------- | --------------------------------------------- | --------------------------------------------- |
| Año         | Ubicación   | Oro                                           | Plata                                         | Bronce                                        |
| 1987        | París       | Petr Barna                                    | Angelo D'Agostino                             | Paul Robinson                                 |
| 1988        | París       | Paul Wylie                                    | Grzegorz Filipowski                           | Michael Slipchuk                              |
| 1989        | París       | Viacheslav Zagorodniuk                        | Grzegorz Filipowski                           | Norm Proft                                    |
| 1990        | París       | Christopher Bowman                            | Viacheslav Zagorodniuk                        | Elvis Stojko                                  |
| 1991        | Albertville | Kurt Browning                                 | Viacheslav Zagorodniuk                        | Alekséi Urmánov                               |
| 1992        | París       | Mark Mitchell                                 | Éric Millot                                   | Sébastien Britten                             |
| 1993        | París       | Todd Eldredge                                 | Philippe Candeloro                            | Viacheslav Zagorodniuk                        |
| 1994        | Lyon        | Philippe Candeloro                            | Éric Millot                                   | Michael Chack                                 |
| 1995        | Burdeos     | Iliá Kulik                                    | Éric Millot                                   | Elvis Stojko                                  |
| 1996        | París       | Todd Eldredge                                 | Viacheslav Zagorodniuk                        | Michael Weiss                                 |
| 1997        | París       | Alekséi Yagudin                               | Philippe Candeloro                            | Igor Pashkevich                               |
| 1998        | París       | Alekséi Yagudin                               | Michael Weiss                                 | Emanuel Sandhu                                |
| 1999        | París       | Alekséi Yagudin                               | Vincent Restencourt                           | Ivan Dinev                                    |
| 2000        | París       | Alekséi Yagudin                               | Stanick Jeannette                             | Román Serov                                   |
| 2001        | París       | Alekséi Yagudin                               | Todd Eldredge                                 | Andrejs Vlascenko                             |
| 2002        | París       | Michael Weiss                                 | Zhang Min                                     | Takeshi Honda                                 |
| 2003        | París       | Yevgueni Pliúshchenko                         | Kevin van der Perren                          | Michael Weiss                                 |
| 2004        | París       | Johnny Weir                                   | Brian Joubert                                 | Emanuel Sandhu                                |
| 2005        | París       | Jeffrey Buttle                                | Brian Joubert                                 | Gheorghe Chiper                               |
| 2006        | París       | Brian Joubert                                 | Alban Préaubert                               | Serguéi Dobrin                                |
| 2007        | París       | Patrick Chan                                  | Serguéi Voronov                               | Alban Préaubert                               |
| 2008        | París       | Patrick Chan                                  | Takahiko Kozuka                               | Alban Préaubert                               |
| 2009        | París       | Nobunari Oda                                  | Tomáš Verner                                  | Adam Rippon                                   |
| 2010        | París       | Takahiko Kozuka                               | Florent Amodio                                | Brandon Mroz                                  |
| 2011        | París       | Patrick Chan                                  | Song Nan                                      | Michal Březina                                |
| 2012        | París       | Takahito Mura                                 | Jeremy Abbott                                 | Florent Amodio                                |
| 2013        | París       | Patrick Chan                                  | Yuzuru Hanyu                                  | Jason Brown                                   |
| 2014        | Burdeos     | Maksim Kovtun                                 | Tatsuki Machida                               | Denis Ten                                     |
| 2015        | Burdeos     | Competición suspendida tras el programa corto | Competición suspendida tras el programa corto | Competición suspendida tras el programa corto |
| 2016        | París       | Javier Fernández                              | Denis Ten                                     | Adam Rippon                                   |
| 2017        | Grenoble    | Javier Fernández                              | Shoma Uno                                     | Misha Ge                                      |
| 2018        | Grenoble    | Nathan Chen                                   | Jason Brown                                   | Alexander Samarin                             |
| 2019        | Grenoble    | Nathan Chen                                   | Alexander Samarin                             | Kévin Aymoz                                   |

### Patinaje individual femenino
| Medallistas | Medallistas | Medallistas                                   | Medallistas                                   | Medallistas                                   |
| ----------- | ----------- | --------------------------------------------- | --------------------------------------------- | --------------------------------------------- |
| Año         | Ubicación   | Oro                                           | Plata                                         | Bronce                                        |
| 1987        | París       | Jill Trenary                                  | Agnès Gosselin                                | Patricia Neske                                |
| 1988        | París       | Claudia Leistner                              | Natalia Gorbenko                              | Evelyn Großmann                               |
| 1989        | París       | Surya Bonaly                                  | Holly Cook                                    | Laetitia Hubert                               |
| 1990        | París       | Surya Bonaly                                  | Lenka Kulovaná                                | Nancy Kerrigan                                |
| 1991        | Albertville | Midori Ito                                    | Kristi Yamaguchi                              | Nancy Kerrigan                                |
| 1992        | París       | Surya Bonaly                                  | Karen Preston                                 | Laetitia Hubert                               |
| 1993        | París       | Surya Bonaly                                  | Mila Kajas                                    | Lisa Sargeant                                 |
| 1994        | Lyon        | Surya Bonaly                                  | Tonia Kwiatkowski                             | Michelle Kwan                                 |
| 1995        | Burdeos     | Josée Chouinard                               | Chen Lu                                       | Surya Bonaly                                  |
| 1996        | París       | Michelle Kwan                                 | Mariya Butyrskaya                             | Tara Lipinski                                 |
| 1997        | París       | Laetitia Hubert                               | Tara Lipinski                                 | Vanessa Gusmeroli                             |
| 1998        | París       | Mariya Butyrskaya                             | Nicole Bobek                                  | Vanessa Gusmeroli                             |
| 1999        | París       | Mariya Butyrskaya                             | Viktoria Volchkova                            | Sarah Hughes                                  |
| 2000        | París       | Mariya Butyrskaya                             | Viktoria Volchkova                            | Jennifer Kirk                                 |
| 2001        | París       | Mariya Butyrskaya                             | Sarah Hughes                                  | Sasha Cohen                                   |
| 2002        | París       | Sasha Cohen                                   | Yoshie Onda                                   | Alisa Drei                                    |
| 2003        | París       | Sasha Cohen                                   | Shizuka Arakawa                               | Júlia Sebestyén                               |
| 2004        | París       | Joannie Rochette                              | Carolina Kostner                              | Júlia Sebestyén                               |
| 2005        | París       | Mao Asada                                     | Sasha Cohen                                   | Shizuka Arakawa                               |
| 2006        | París       | Yuna Kim                                      | Miki Ando                                     | Kimmie Meissner                               |
| 2007        | París       | Mao Asada                                     | Kimmie Meissner                               | Ashley Wagner                                 |
| 2008        | París       | Joannie Rochette                              | Mao Asada                                     | Caroline Zhang                                |
| 2009        | París       | Yuna Kim                                      | Mao Asada                                     | Yukari Nakano                                 |
| 2010        | París       | Kiira Korpi                                   | Mirai Nagasu                                  | Alissa Czisny                                 |
| 2011        | París       | Yelizaveta Tuktamýsheva                       | Carolina Kostner                              | Alissa Czisny                                 |
| 2012        | París       | Ashley Wagner                                 | Yelizaveta Tuktamýsheva                       | Yúliya Lipntskaya                             |
| 2013        | París       | Ashley Wagner                                 | Adelina Sotnikova                             | Anna Pogorilaya                               |
| 2014        | Burdeos     | Yelena Radiónova                              | Yúliya Lipnítskaya                            | Ashley Wagner                                 |
| 2015        | Burdeos     | Competición suspendida tras el programa corto | Competición suspendida tras el programa corto | Competición suspendida tras el programa corto |
| 2016        | París       | Yevguéniya Medvédeva                          | Mariya Sótskova                               | Wakaba Higuchi                                |
| 2017        | Grenoble    | Alina Zagitova                                | Mariya Sótskova                               | Kaetlyn Osmond                                |
| 2018        | Grenoble    | Rika Kihira                                   | Mai Mihara                                    | Bradie Tennell                                |
| 2019        | Grenoble    | Alena Kostornaia                              | Alina Zagitova                                | Mariah Bell                                   |

### Patinaje de parejas
| Medallistas | Medallistas | Medallistas                                   | Medallistas                                   | Medallistas                                   |
| ----------- | ----------- | --------------------------------------------- | --------------------------------------------- | --------------------------------------------- |
| Año         | Ubicación   | Oro                                           | Plata                                         | Bronce                                        |
| 1987        | París       | Natalie Seybold / Wayne Seybold               | Yulia Bistrova / Aleksandr Tarasov            | Laurene Collin / John Penticost               |
| 1988        | París       | Yelena Bechke / Denis Petrov                  | Mandy Wötzel / Axel Rauschenbach              | Katy Keely / Joseph Mero                      |
| 1989        | París       | Mandy Wötzel / Axel Rauschenbach              | Isabelle Brasseur / Lloyd Eisler              | Radka Kovaříková / René Novotný               |
| 1990        | París       | Yelena Bechke / Denis Petrov                  | Yevguenia Chernysheva / Dmitri Sujanov        | Michelle Menzies / Kevin Wheeler              |
| 1991        | Albertville | Natalia Mishkutiónok / Artur Dmítriev         | Radka Kovaříková / René Novotný               | Yelena Bechke / Denis Petrov                  |
| 1992        | París       | Yevguéniya Shishkova / Vadim Naúmov           | Radka Kovaříková / René Novotný               | Karen Courtland / Todd Reynolds               |
| 1993        | París       | Natalia Mishkutiónok / Artur Dmítriev         | Marina Yeltsova / Andréi Bushkov              | Jenni Meno / Todd Sand                        |
| 1994        | Lyon        | Marina Yeltsova / Andréi Bushkov              | Yelena Berezhnaya / Oleg Shliajov             | Mandy Wötzel / Ingo Steuer                    |
| 1995        | Burdeos     | Yelena Berezhnaya / Oleg Shliajov             | Oksana Kazakova / Artur Dmítriev              | Jenni Meno / Todd Sand                        |
| 1996        | París       | Oksana Kazakova / Artur Dmítriev              | Jenni Meno / Todd Sand                        | Yelena Berezhnaya / Antón Sijarulidze         |
| 1997        | París       | Yelena Berezhnaya / Antón Sijarulidze         | Mandy Wötzel / Ingo Steuer                    | Shen Xue / Zhao Hongbo                        |
| 1998        | París       | Sarah Abitbol / Stéphane Bernadis             | Kyoko Ina / John Zimmerman                    | Marina Yeltsova / Andréi Bushkov              |
| 1999        | París       | Sarah Abitbol / Stéphane Bernadis             | Tatiana Totmianina / Maksim Marinin           | Dorota Zagórska / Mariusz Siudek              |
| 2000        | París       | Yelena Berezhnaya / Antón Sijarulidze         | Jamie Salé / David Pelletier                  | Kyoko Ina / John Zimmerman                    |
| 2001        | París       | Yelena Berezhnaya / Antón Sijarulidze         | Kyoko Ina / John Zimmerman                    | Sarah Abitbol / Stéphane Bernadis             |
| 2002        | París       | Tatiana Totmianina / Maksim Marinin           | Sarah Abitbol / Stéphane Bernadis             | Pang Qing / Tong Jian                         |
| 2003        | París       | Zhang Dan / Zhang Hao                         | Tatiana Totmianina / Maksim Marinin           | Tiffany Scott / Philip Dulebohn               |
| 2004        | París       | Shen Xue / Zhao Hongbo                        | Mariya Petrova / Alekséi Tijonov              | Pang Qing / Tong Jian                         |
| 2005        | París       | Tatiana Totmianina / Maksim Marinin           | Pang Qing / Tong Jian                         | Valérie Marcoux / Craig Buntin                |
| 2006        | París       | Mariya Petrova / Alekséi Tijonov              | Rena Inoue / John Baldwin                     | Yúliya Obertás / Serguéi Slavnov              |
| 2007        | París       | Zhang Dan / Zhang Hao                         | Pang Qing / Tong Jian                         | Mariya Mujórtova / Maksim Trankov             |
| 2008        | París       | Aliona Savchenko / Robin Szolkowy             | Mariya Mujórtova / Maksim Trankov             | Meagan Duhamel / Craig Buntin                 |
| 2009        | París       | Mariya Mujórtova / Maksim Trankov             | Jessica Dubé / Bryce Davison                  | Aliona Savchenko / Robin Szolkowy             |
| 2010        | París       | Aliona Savchenko / Robin Szolkowy             | Vera Bazárova / Yuri Larionov                 | Maylin Hausch / Daniel Wende                  |
| 2011        | París       | Tatiana Volosozhar / Maksim Trankov           | Vera Bazárova / Yuri Larionov                 | Meagan Duhamel / Eric Radford                 |
| 2012        | París       | Yuko Kavaguti / Aleksandr Smirnov             | Meagan Duhamel / Eric Radford                 | Stefania Berton / Ondrej Hotarek              |
| 2013        | París       | Pang Qing / Tong Jian                         | Meagan Duhamel / Eric Radford                 | Caydee Denney / John Coughlin                 |
| 2014        | Burdeos     | Ksenia Stolbova / Fiódor Klimov               | Wenjing Sui/ Cong Han                         | Xuehan Wang/ Lei Wang                         |
| 2015        | Burdeos     | Competición suspendida tras el programa corto | Competición suspendida tras el programa corto | Competición suspendida tras el programa corto |
| 2016        | París       | Aliona Savchenko / Bruno Massot               | Yevguéniya Tarásova / Vladimir Morozov        | Vanessa James / Morgan Cipres                 |
| 2017        | Grenoble    | Yevguéniya Tarásova / Vladimir Morozov        | Vanessa James / Morgan Cipres                 | Liubov Ilyushechkina / Dylan Moscovitch       |
| 2018        | Grenoble    | Vanessa James / Morgan Ciprès                 | Tarah Kayne / Danny O'Shea                    | Aleksandra Boikova / Dmitrii Kozlovskii       |
| 2019        | Grenoble    | Anastasia Mishina / Aleksandr Galliamov       | Daria Pavliuchenko / Denis Khodykin           | Haven Denney / Brandon Frazier                |

### Danza sobre hielo
| Medallistas | Medallistas | Medallistas                                   | Medallistas                                   | Medallistas                                   |
| ----------- | ----------- | --------------------------------------------- | --------------------------------------------- | --------------------------------------------- |
| Año         | Ubicación   | Oro                                           | Plata                                         | Bronce                                        |
| 1987        | París       | Lia Trovati / Roberto Pelizzola               | Susan Wynne / Joseph Druar                    | Corinne Paliard / Didier Courtois             |
| 1988        | París       | Susan Wynne / Joseph Druar                    | Sharon Jones / Paul Askham                    | Oksana Grishchuk / Aleksandr Chichkov         |
| 1989        | París       | Anzhelika Krylova / Vladimir Leliuj           | April Sargeant-Thomas / Russ Witherby         | Susanna Rahkamo / Petri Kokko                 |
| 1990        | París       | Stefania Calegari / Pasquale Camerlengo       | Sophie Moniotte / Pascal Lavanchy             | Anzhelika Krylova / Vladimir Leliuj           |
| 1991        | Albertville | Anzhelika Krylova / Vladímir Fiódorov         | Dominique Yvon / Frédéric Palluel             | Kateřina Mrázová / Martin Šimeček             |
| 1992        | París       | Sophie Moniotte / Pascal Lavanchy             | Irina Románova / Igor Yaroshenko              | Yelena Kustarova / Oleg Ovsiánnikov           |
| 1993        | París       | Irina Lobachova / Iliá Averbuj                | Elizabeth Punsalan / Jerod Swallow            | Marina Anissina / Gwendal Peizerat            |
| 1994        | Lyon        | Marina Anissina / Gwendal Peizerat            | Elizabeth Punsalan / Jerod Swallow            | Kateřina Mrázová / Martin Šimeček             |
| 1995        | Burdeos     | Oksana Grishchuk / Yevgueni Plátov            | Marina Anissina / Gwendal Peizerat            | Irina Románova / Igor Yaroshenko              |
| 1996        | París       | Marina Anissina / Gwendal Peizerat            | Elizabeth Punsalan / Jerod Swallow            | Irina Románova / Igor Yaroshenko              |
| 1997        | París       | Oksana Grishchuk / Yevgueni Plátov            | Marina Anissina / Gwendal Peizerat            | Irina Románova / Igor Yaroshenko              |
| 1998        | París       | Marina Anissina / Gwendal Peizerat            | Barbara Fusar-Poli / Maurizio Margaglio       | Margarita Drobiazko / Povilas Vanagas         |
| 1999        | París       | Marina Anissina / Gwendal Peizerat            | Barbara Fusar-Poli / Maurizio Margaglio       | Margarita Drobiazko / Povilas Vanagas         |
| 2000        | París       | Marina Anissina / Gwendal Peizerat            | Irina Lobachova / Iliá Averbuj                | Kati Winkler / René Lohse                     |
| 2001        | París       | Marina Anissina / Gwendal Peizerat            | Shae-Lynn Bourne / Victor Kraatz              | Margarita Drobiazko / Povilas Vanagas         |
| 2002        | París       | Elena Grushina / Ruslan Goncharov             | Isabelle Delobel / Olivier Schoenfelder       | Tanith Belbin / Benjamin Agosto               |
| 2003        | París       | Albena Denkova / Maksim Staviski              | Marie-France Dubreuil / Patrice Lauzon        | Isabelle Delobel / Olivier Schoenfelder       |
| 2004        | París       | Tatiana Navka / Román Kostomárov              | Albena Denkova / Maksim Staviski              | Isabelle Delobel / Olivier Schoenfelder       |
| 2005        | París       | Elena Grushina / Ruslan Goncharov             | Isabelle Delobel / Olivier Schoenfelder       | Federica Faiella / Massimo Scali              |
| 2006        | París       | Albena Denkova / Maksim Staviski              | Isabelle Delobel / Olivier Schoenfelder       | Federica Faiella / Massimo Scali              |
| 2007        | París       | Isabelle Delobel / Olivier Schoenfelder       | Yana Jojlova / Serguéi Novitski               | Meryl Davis / Charlie White                   |
| 2008        | París       | Isabelle Delobel / Olivier Schoenfelder       | Federica Faiella / Massimo Scali              | Sinead Kerr / John Kerr                       |
| 2009        | París       | Tessa Virtue / Scott Moir                     | Nathalie Péchalat / Fabian Bourzat            | Sinead Kerr / John Kerr                       |
| 2010        | París       | Nathalie Péchalat / Fabian Bourzat            | Yekaterina Riazánova / Iliá Tkachenko         | Madison Chock / Greg Zuerlein                 |
| 2011        | París       | Tessa Virtue / Scott Moir                     | Nathalie Péchalat / Fabian Bourzat            | Anna Cappellini / Luca Lanotte                |
| 2012        | París       | Nathalie Péchalat / Fabian Bourzat            | Anna Cappellini / Luca Lanotte                | Yekaterina Riazánova / Iliá Tkachenko         |
| 2013        | París       | Tessa Virtue / Scott Moir                     | Yelena Ilinyj / Nikita Katsalapov             | Nathalie Péchalat / Fabian Bourzat            |
| 2014        | Burdeos     | Gabriella Papadakis / Guillaume Cizeron       | Piper Gilles / Paul Poirier                   | Madison Hubbell / Zacahary Donohue            |
| 2015        | Burdeos     | Competición suspendida tras el programa corto | Competición suspendida tras el programa corto | Competición suspendida tras el programa corto |
| 2016        | París       | Gabriella Papadakis / Guillaume Cizeron       | Madison Hubbell / Zacahary Donohue            | Piper Gilles / Paul Poirier                   |
| 2017        | Grenoble    | Gabriella Papadakis / Guillaume Cizeron       | Madison Chock / Evan Bates                    | Aleksandra Stepanova / Iván Bukin             |
| 2018        | Grenoble    | Gabriella Papadakis / Guillaume Cizeron       | Victoria Sinitsina / Nikita Katsalapov        | Piper Gilles / Paul Poirier                   |
| 2019        | Grenoble    | Gabriella Papadakis / Guillaume Cizeron       | Madison Chock / Evan Bates                    | Charlène Guignard / Marco Fabbri              |